# The Big Wheel
The Big Wheel – amerykański dramat filmowy w reżyserii Edwarda Ludwiga, którego premiera odbyła się 4 listopada 1949 roku.
Film znajduje się w domenie publicznej.

## Obsada
Źródło: Rotten Tomatoes

- Mickey Rooney – Billy Coy
- Thomas Mitchell – Arthur 'Red' Stanley
- Michael O’Shea – Vic Sullivan
- Mary Hatcher – Louise Riley
- Spring Byington – Mrs. Mary Coy
- Lina Romay – Dolores Raymond
- Hattie McDaniel – Minnie
- Steve Brodie – Happy
- Allen Jenkins – George
- Dick Lane – Reno Riley

## Odbiór
Film zarobił 1,5 miliona dolarów.